# Землетрясение в Афганистане (июнь 2022)
22 июня 2022 года в 01:24 по местному времени (UTC+4:30) в Афганистане в районе линии Дюранда, разделяющей Афганистан и Пакистан, произошло землетрясение магнитудой 6,2 (по другим оценкам — 5,9 или 6,1). Не менее 1500 человек погибли и ещё 2000 получили ранения, что делает это землетрясение самым смертоносным в 2022 году.

## Предыстория

### Ситуация в Афганистане
В 2021 году власть в Афганистане захватила террористическая организация «Талибан». Многие международные гуманитарные организации, из-за опасений по поводу безопасности и плохого положения в Афганистане в области прав человека, прекратили деятельность в стране. По оценкам The Washington Post, это может существенно замедлить спасательные операции в стране.
За последнее десятилетие в Афганистане от землетрясений погибло более 7000 человек, то есть в среднем 560 смертей в год. В результате сильного землетрясения в 2015 году на северо-востоке Афганистана погибло более 200 человек в стране и в соседнем Пакистане. В 2008 году землетрясение магнитудой 6,4 в западном Пакистане унесло жизни 166 человек; вызванные землетрясением оползни разрушили несколько деревень. Более ранние сильные землетрясения в 2002 и 1998 годах унесли жизни более тысячи и около 4700 человек соответственно.

### Тектоническая обстановка

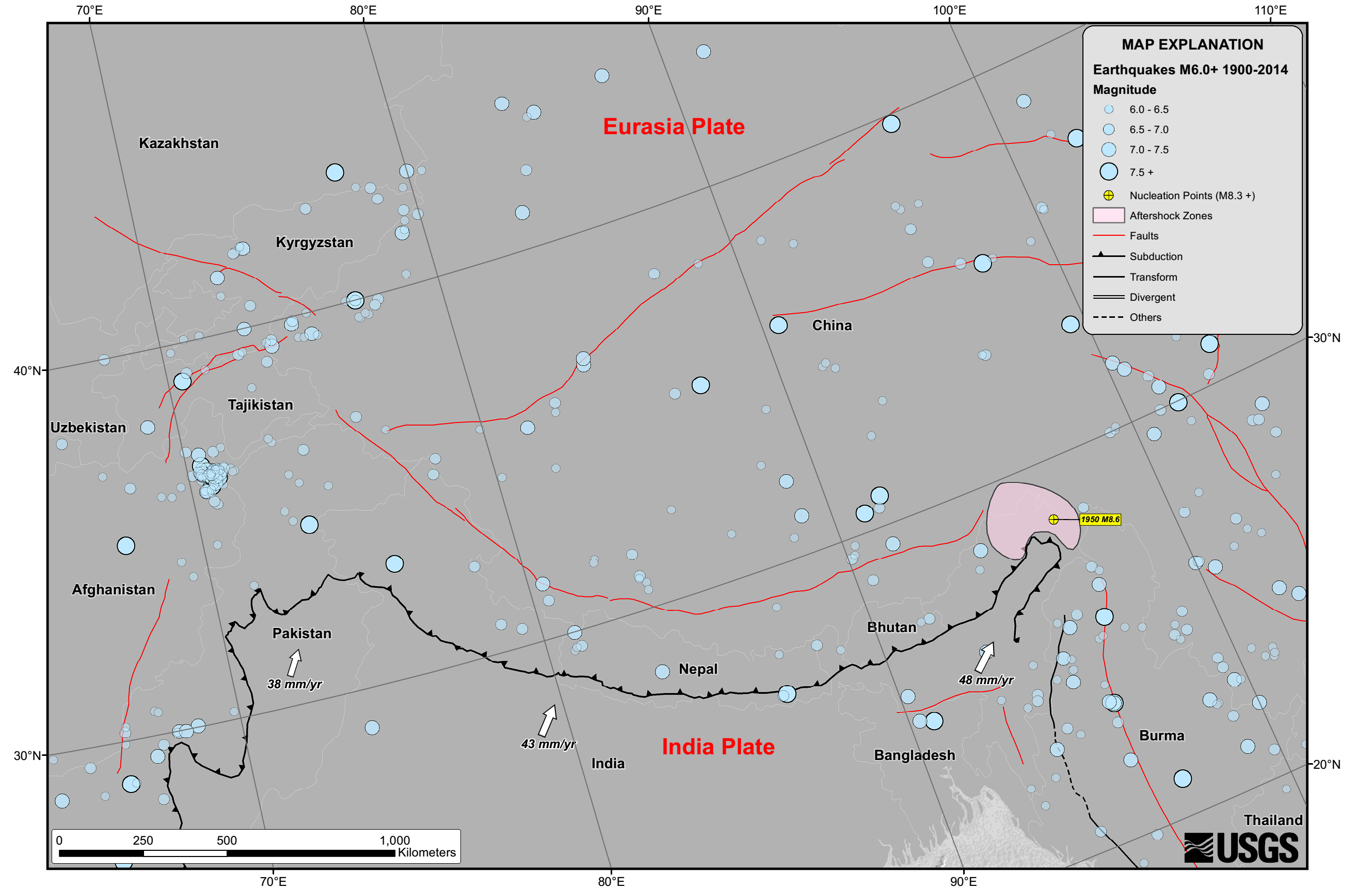
Карта границ тектонических плит Южной Азии. Афганистан расположен слева

Бо́льшая часть Афганистана расположена в зоне континентальной деформации в пределах Евразийской плиты. Сейсмическая активность в Афганистане находится под влиянием субдукции Аравийской плиты на западе и субдукции Индийской плиты на востоке. Скорость субдукции Индийской плиты вдоль континентальной конвергентной границы оценивается в 39 миллиметров в год или выше. Наблюдается транспрессия. Сейсмичность фиксируется на глубине 300 километров и вызвана субдукцией плит. Разлом Чаман — это крупный трансформный разлом, в котором происходят сильные землетрясения с неглубоким гипоцентром; он образует транспрессионную границу между Евразийской и Индийской плитами. Эта зона состоит из сейсмически активных надвиговых и сдвиговых разломов.

## Оценки
Первоначально Геологическая служба США сообщила о землетрясении магнитудой 6,1 на глубине 10 километров, позже магнитуда была снижена до 5,9. Геологическая служба США также сообщила, что оно произошло либо вдоль северо-восточного левостороннего разлома, либо северо-западного правостороннего разлома. Обсерватория GEOSCOPE сообщила о землетрясении магнитудой 6,2 на глубине 6 километров. Европейско-Средиземноморский сейсмологический центр сообщил о магнитуде 6,1.  Также центр сообщил, что землетрясение ощущалось в радиусе более 500 километров по меньшей мере 119 миллионами человек.

## Последствия

### Афганистан
Власти заявили, что в результате землетрясения в общей сложности погибло не менее 1500 человек и не менее 2000 получили ранения. Это самое смертоносное землетрясение в Афганистане за последние 20 лет. Сейсмолог Геологической службы США заявил, что землетрясение стало разрушительным из-за его небольшой глубины гипоцентра и эпицентра в густонаселённом районе, где здания не рассчитаны на землетрясения.
Несколько многоквартирных домов были разрушены. Происходили оползни.

### Пакистан
Землетрясение унесло жизни нескольких десятков человек в Пакистане, что сделало его самым смертоносным в стране с 2015 года.

## Спасательная операция
Правительство Афганистана организовало спасательную операцию в стране. Власти заявили, что число погибших с ходом спасательной операции может возрасти. Многие раненые доставлялись по воздуху на вертолётах. Вертолёты также доставляли в регион медикаменты и продовольствие. Исполняющий обязанности премьер-министра Афганистана Хасан Ахунд заявил, что для пострадавших в ходе землетрясения был выделен 1 миллиард афганских афгани, а в регионы будут доставлены предметы первой необходимости.
Пресс-секретарь призвал агентства по оказанию помощи предоставить пострадавшим предметы первой необходимости, чтобы избежать гуманитарной катастрофы. Заместитель Специального представителя Генерального секретаря по Афганистану заявил, что проводит оценку потребностей пострадавших.

## Международная реакция

### Организации
Гуманитарная помощь всё же поступает в Афганистан от таких учреждений, как ООН. Заместитель Специального представителя Генерального секретаря по Афганистану заявил, что проводится оценка потребностей пострадавших. По сообщениям ООН, уже распределяется медицинская помощь, непродовольственные товары первой необходимости, продукты питания, вода и предметы гигиены. Представитель ООН заявил, что организация не располагает возможностями для проведения поисково-спасательных операций. ООН обратилась с официальным запросом к посольству Турции в Афганистане о проведении спасательных операций. Специальный представитель Европейского союза по Афганистану заявил, что Европейский союз  следит за ситуацией и готов оказать помощь. Глава Общества Красного Полумесяца Ирана заявил, что организация готова оказать помощь. Турецкий Красный Полумесяц оказал помощь в виде продуктовых наборов 500 семьям.

### Государства
Министерство иностранных дел Китая выразило свои соболезнования и заявило, что страна готова оказать помощь Афганистану. Индия заявила о готовности оказать помощь. Папа Римский Франциск заявил, что он помолился за пострадавших и призвал оказать помощь. В заявлении советника по национальной безопасности Джейка Салливана говорится, что США будут привержены поддержке народа Афганистана. Президент США Джо Байден назначил Агентство США по международному развитию и других специалистов для оценки вариантов реагирования. Пресс-секретарь Государственного департамента США Нед Прайс, сказал, что Соединённые Штаты будут открыты для обсуждения, но не получали никаких просьб от «Талибана». Сэйдзи Кихара, заместитель главного секретаря Кабинета министров Японии, заявил, что японское правительство планирует оказать помощь. Министерство иностранных дел и торговли Республики Корея заявило, что будет оказана гуманитарная помощь на сумму 1 миллион долларов США.